# Богушево (Витебская область)
Богушево — населённый пункт в Полоцком районе.
В деревне раньше были: колхоз "Молодая гвардия", отделение почты, магазин, КБО, школа, библиотека, детский сад и сельский клуб. На сегодняшний день остался только магазин.
Два раза в день ходит автобус, Вт, Пт. маршрутка. Имеется несколько остановок.
Регион: Витебская область
Район: Полоцкий район
Тип: поселок
Телефонный код: 214
Расстояние до районного центра:
Полоцк - 28 км.
Расстояние до областного центра:
Витебск - 115 км.
Расстояние до столицы:
Минск - 171 км.